# 林元美
（1778年—1861年），日本圍棋棋手，生於水戶，父親為水戶藩士，本名船橋源治，字寬度，號爛柯堂藍叟。

## 生平
九歲時，在家附近的寺院學會了圍棋。十一歲時，父親帶他到江戶，拜於本因坊烈元門下，同年初段，被稱為「水戶小僧」。1806年得五段，去京都遊學時，在途中成親，回到坊門因擅自成親而遭到烈元的強力譴責，也許因此而失去了成為本因坊家跡目的機會（當時跡目為宮重樂山，但是元丈後還有奧貫知策、葛野丈和與元美三人有機會繼任元丈），也因此而被過繼到林家，成為林家跡目。元美生來志願就是要當學者，喜歡文學甚至超過圍棋，也許因此而沒有想當上家督的慾望，對失去機會也不加反駁。
1817年，元美擅自將50局御城碁集結出版《當世碁譜》，四家家督認為利益受到侵害，最後在本因坊元丈的周旋下，四家共同出版《四家評定‧名世碁鑑》取代《當世碁譜》，此事才方塵埃落定，出版棋書也帶動了之後圍棋的發展。
1831年，在明爭暗鬥後，元美幫助本因坊丈和當上名人碁所（參照丈和頁面），但卻違約沒有讓元美升上準名人，元美懷恨在心。1838年，安井知得病危，丈和將其跡目俊哲升上上手，遭到元美反對而罷休，並且公布當初丈和如何使用陰謀當上名人。之後希望升上準名人再次遭到丈和反對而提出爭碁，差兩段應該是讓先，但是丈和自知不敵而多次逃避，元美見丈和內怯，於是在井上因碩的同意下自封為準名人，也迫使了名人丈和退休，新繼任安井家家督的俊哲（改名算知）因之前升上手的事被反對而提出反對，但是元美與元老關係良好，最後雖然準名人的名份並不明確，元美仍是自稱「欠缺段位名份的準名人」，當時因碩已經退休，元美成為當代最高段位者。
1849年，傳位給兒子柏榮而退休，1852年終於正式被承認為準名人，雖然退休，但是仍繼續出賽御城碁。晚年自號爛柯堂藍叟，出版了《爛柯堂棊話》、《碁經眾妙》、《碁經精妙》等名著，為碁界學問最高者（本因坊丈策亦是學識淵博），也是林家十三任家督中，棋藝最高者（秀榮在林家只有五段，回本因坊家後才升上名人）。1861年去世。

## 外部連結
日本圍棋故事